# 톰 블라시하
톰 블라시하(독일어: Tom Wlaschiha, 1973년 6월 20일 ~ )는 독일의 배우이다.

## 출연 작품

### 영화
- 에너미 앳 더 게이트 - 병사 역
- 뮌헨 - 푸스텐펠드브룩의 뉴스 크루 역
- 아이콘
- 식스틴 블럭
- 클라우드 - 한네스 역
- 작전명 발키리 - 통신 담당자 역
- 크라바트 - 한조 역
- 브라이지헤드 리지비티드 - 컬트 역
- 크리스토퍼 앤 히스 카인드 - 게르하르트 네드마이어 역
- 위대한 비밀
- 레지스탕스 - 엘브레트 역
- 미스터 터너 - 앨버트 공 역
- 더 테러 베를린 - 안드레아스 역
- 전쟁 그리고 사랑
- 새터데이 픽션
- 로즈 아일랜드 공화국

### 드라마
- 심해원정대 오르페우스호
- 왕좌의 게임 2 - 자켄 하이가르 역
- 크로싱라인 1 - 세바스찬 베르거 역
- 크로싱라인 2 - 세바스찬 베르거 역
- 왕좌의 게임 5 - 자켄 하이가르 역
- 크로싱라인 3 - 세바스찬 베르거 역
- 왕좌의 게임 6 - 자켄 하이가르 역